# نزهة بيلي لين الطويلة
نزهة بيلي لين الطويلة في منتصف الوقت هو فيلم درامي حربي صدر عام 2016 من إخراج آنج لي و كتبه جان كريستوف كاستيلي ، استنادًا إلى رواية تحمل نفس الاسم من تأليف بن فاونتن عام 2012 . الفيلم من بطولة جو ألوين ، جاريت هيدلوند ، كريستين ستيوارت ، فين ديزل ، ستيف مارتن ، و كريس تاكر . بدأ التصوير الرئيسي في أبريل 2015 في جورجيا . الفيلم هو إنتاج مشترك بين الولايات المتحدة و المملكة المتحدة و الصين . 
تم عرض الفيلم لأول مرة عالميًا في مهرجان نيويورك السينمائي الرابع والخمسين في 14 أكتوبر 2016 ، و تم إصداره في دور العرض في أمريكا الشمالية في 11 نوفمبر 2016 ، بواسطة شركة تريستار بيكتشرز . كانت تكاليف إنتاجه مرتفعة بسبب كونه أول فيلم روائي طويل يستخدم معدل إطارات مرتفع للغاية يبلغ 120 إطارًا في الثانية ، و هو ما زاد الأمر تعقيدًا بفضل تنسيق ثلاثي الأبعاد بدقة 4K UHD . حصل الفيلم على آراء متباينة من النقاد ، وحقق إيرادات بلغت 31 مليون دولار على مستوى العالم مقابل ميزانيته البالغة 40 مليون دولار .

## الحبكة
تم تصوير بيلي لين ، وهو ضابط في الجيش الأمريكي يبلغ من العمر 19 عامًا من تكساس ، و هو يسحب الرقيب الجريح فيرجيل " شروم " بريم إلى مكان آمن أثناء تبادل إطلاق نار مكثف في العراق في 23 أكتوبر 2004. هذا العمل الشجاع أكسب لين النجمة الفضية و سرعان ما صعد هو و وحدته ، التي أطلق عليها الإعلام اسم " فرقة برافو " عن طريق الخطأ ، إلى مرتبة المشاهير . يعودون إلى الولايات المتحدة لحضور جنازة شروم ، ثم يتم إرسالهم في جولة دعائية تبلغ ذروتها في عرض استراحة الشوط الأول لمباراة دالاس كاوبويز على أرضهم في عيد الشكر في 25 نوفمبر .
بقيادة الرقيب ديفيد دايم ، يستقل أعضاء فرقة برافو سيارة ليموزين إلى الملعب برفقة ممثل العلاقات العامة لفريق كاوبويز ، جوش ، و منتج الأفلام ألبرت براون ، الذي يعمل على تأمين صفقة فيلم للفريق . يكشف الفلاش باك أن بيلي انضم إلى الجيش بعد تدمير سيارة صديق أخته الكبرى كاثرين ، الذي تركها بعد تعرضها لحادث سيارة تطلب إجراءات متعددة لإعادة بناء الوجه . و في الملعب ، استقبلت المجموعة مشجعين قلقين أعربوا عن امتنانهم لأفعالهم في حرب العراق . أثناء المؤتمر الصحفي ، يرى بيلي مشجعة فريق الكاوبويز ، فايسون ، وهي تبتسم له . يبدؤون محادثة ويبدؤون المغازلة . يخبرها بيلي كيف يشعر بالغرابة عندما يتم تكريمه على أسوأ يوم في حياته .
عندما تبدأ اللعبة ، يتذكر بيلي وقته في العراق ، حيث قدم له شروم رؤى فلسفية ونصائح كرمية أثناء وقت فراغهما . يتبين أنه بمجرد انتهاء اللعبة ، سيتعين على فرقة برافو العودة إلى الخدمة . يتلقى بيلي مكالمة هاتفية من طبيب نفسي تحدثت معه كاثرين ، بخصوص خطة لتسريح بيلي بشرف حتى لا يضطر إلى العودة إلى العراق ، و بالتالي تجنيبه المزيد من المعاناة .
خلال عرض استراحة الشوط الأول ، الذي يضم Destiny's Child ، تتسبب الموسيقى الصاخبة و الألعاب النارية في صدمة لعضو غير مستقر في الفريق ، سايكس ، فيتفاعل بعنف ضد مدير المسرح و حارس الأمن . يستعيد بيلي ذكريات المعركة التي جعلتهم مشهورين . تم استدعاء الفرقة لإنقاذ الجنود الذين حوصروا من قبل المتمردين في مدرسة . يتم إطلاق النار على شروم أثناء تقدمه من الغطاء ، و يهرع بيلي لإنقاذه ، و يطلق النار على المتمردين القريبين بسلاحه الجانبي . يسحب بيلي شروم إلى الخندق ، لكن أحد المتمردين يهاجم بيلي عن قرب . يقتله بيلي دفاعًا عن النفس ، لكنه يصاب بصدمة نفسية بسبب الحادث ، وعند عودته للمساعدة ، يكتشف أن شروم قد نزف حتى الموت . ينتهي استرجاع ذكريات بيلي عندما يلفت أفراد الفرقة انتباهه و يشيرون إلى أن عرض استراحة الشوط الأول قد انتهى منذ بضع دقائق . لقد ظل بيلي متجمدًا في مكانه طوال الوقت . و بينما يتم حثهم على المغادرة من قبل عمال المسرح و أفراد الأمن ، يتم تحويل انتباه الجنود عن القتال من قبل المشجعات بقيادة فايسون . يأخذ بيلي اسمها و رقمها على هاتفه المحمول ، و يتعلم أن اسم عائلتها هو زورن ، و الذي يعني " الغضب ".
يلتقي بيلي و دايم مع مالك فريق الكاوبويز ، نورم أوجليسباي ، الذي يفكر في الاستثمار في فيلم ألبرت حول الحادث في العراق . ومع ذلك ، بدلاً من مبلغ 100 ألف دولار الذي كان ألبرت يأمل في الحصول عليه لكل عضو في الفريق ، يقدم لهم أوجليسباي 5500 دولار فقط لكل منهم . دايم يرفض عرض أوجليسباي بغضب . على انفراد ، يخبر أوجليسباي بيلي أن قصة الفرقة لم تعد ملكًا لهم ، بل أصبحت ملكًا للشعب الأمريكي . بيلي يخبر أوجليسباي بالانضمام إلى دايم . يعد ألبرت بيلي بأنه سيجد مستثمرين بطريقة أو بأخرى ، و أن قصتهم تستحق أن تُروى " بالطريقة الصحيحة ".
عندما تغادر الفرقة ، يلتقي بيلي مع فايسون لفترة وجيزة قبل المغادرة . يقول أنه سيهرب معها ، حتى لو كان عليه أن يعود . وفي انحراف أخرق ، تؤكد له واجبه في إعادة الانتشار ، و يقبل ذلك بتفهم . يتشاركون قبلة . عندما يلتقي بيلي مع فرقته مرة أخرى ، يتعرضون للهجوم من قبل حراس الأمن من وقت سابق ، مما يؤدي لفترة وجيزة إلى إصابة بيلي باضطراب ما بعد الصدمة ، و الذي يملأ ذهنه بصور سريالية للحرب و الموت . تم إيقاف الشجار بإطلاق نار تحذيري . تصل كاثرين لاستعادة بيلي و إجراء تسريحه الطبي . يوضح أنه يعيد نشر قواته ، بسبب شعوره بالانتماء أكثر من شعوره بالواجب . إنها منزعجة ، ولكن بعد أن يشرح بيلي ذلك ، يتبادلان عناقًا مليئًا بالدموع .
يعود بيلي إلى الليموزين ، لكنه يصاب بالهلوسة و يرى سيارة هامفي . يدخل ، و يرى أيقونة شروم المألوفة لغانيشا و يجري محادثة فلسفية مع شروم . يقول بيلي لشروم " أنا أحبك "، ثم يعود إلى واقع أعضاء فرقة برافو في الليموزين ، حيث يرد كل منهم بـ " أنا أحبك ".

## طاقم التمثيل
- جو ألوين في دور بيلي لين
- جاريت هيدلوند في دور ديفيد دايم ، الرقيب في فرقة برافو .
- كريستين ستيوارت بدور كاثرين لين ، الأخت الكبرى لبيلي
- فين ديزل في دور " شروم " ، فرقة برافو
- ستيف مارتن في دور نورم أوجليسباي
- كريس تاكر في دور ألبرت براون
- ماكينزي لي في دور فايسون زورن ، مشجعة فريق دالاس
- بريان " أسترو " برادلي في دور لوديس، فرقة برافو
- أرتورو كاسترو بدور "مانجو" مونتويا، فرقة برافو
- إسماعيل كروز كوردوفا في دور هوليداي، فرقة برافو
- بارني هاريس في دور سايكس، فرقة برافو
- بو ناب في دور روبرت "كراك" إيرل كوتش، فرقة برافو
- ماسون لي في دور فو، فرقة برافو
- بين بلات في دور جوش، ممثل فريق دالاس الذي يعمل مع فريق برافو أثناء مباراة كرة القدم.
- تيم بليك نيلسون في دور واين
- ماثيو بارنز في دور ترافيس
- ديدري لوفجوي بدور دينيس لين، والدة بيلي
- بروس ماكينون في دور راي لين، والد بيلي
- لورا ويل في دور باتي لين، أخت بيلي
- إليزابيث تشيستانج في دور بيونسيه

## إنتاج

### مرحلة ما قبل الإنتاج
كان كاتب السيناريو الحائز على جائزة الأوسكار ' Slumdog Millionaire ، سيمون بوفوي ، في عام 2014 يقوم بتكييف الرواية للسينما ، من إنتاج Film4 بالتعاون مع شركة الإنتاج الأمريكية The Ink Factory ، و قسم استوديو الأفلام TriStar التابع لشركة Sony Pictures . كما يشارك في الإنتاج أيضًا مجموعة بونا فيلم الصينية واستوديو 8 ، الذي تدعمه مجموعة فوسون الدولية الصينية .    سيتولى اخرج الفيلم أنج لي .  
تم الإعلان عن الممثلين - جو ألوين ، جاريت هيدلوند ، كريستين ستيوارت ، فين ديزل ، ستيف مارتن ، بو ناب ، بن بلات ، و كريس تاكر - في الفترة من فبراير 2015 إلى مايو 2015 .        
تم اختيار ألوين للتمثيل بعد يومين فقط من مغادرته مدرسة الدراما، مدرسة لندن الملكية المركزية للخطابة والدراما . و بعد أن سجل نفسه على الشريط ، تلقى بعد بضعة أيام مكالمة من المنتجين لمقابلة لي في مدينة نيويورك . هناك - حتى بعد اختبار الشاشة - واجه لي بعض المشاكل في اختياره أو اختيار أي شخص آخر . ثم طلب من ألوين التوجه إلى جورجيا لإجراء اختبارات شاشة إضافية . وفي حين كان الاستوديو متشككًا في البداية بشأن اختيار شخص غير معروف ، تمكن ألوين من إقناعهم بعد أيام من هذا الاختبار . في أتلانتا ، أجرى اختبارات لمدة أربعة إلى خمسة أيام على المجموعة و بعد حوالي أسبوع ونصف ، في حوالي الساعة 1 صباحًا ، تلقى مكالمة تفيد بالقبول .   فاز ألوين بالدور الرئيسي بسبب " قدرته على توصيل مفارقة الحرب في الكتاب من خلال تعبيرات وجهه فقط ". 
لقد تحمل الجنود على الشاشة أسابيع من التدريب في معسكرات تدريب على غرار معسكرات تدريب قوات النخبة في البحرية الأمريكية ، حيث كان عليهم أن يظهروا بمظهر الجنود الحقيقيين . لقد تم تزويدهم ببنادق ذات نوابض خاصة من شأنها أن تضيف ارتدادًا عندما يطلقون الرصاص الفارغ - وهو الشعور الذي غالبًا ما يجعلهم يرتجفون . « لا يمكنهم إطلاق النار مثل رامبو ببندقيتين ! الرصاصة الحقيقية لا تستطيع إطلاق النار بهذه الشجاعة » ، صرّح لي . 

### معدل إطارات مرتفع
استخدم فيلم Billy Lynn's Long Halftime Walk معدل تصوير و إسقاط غير مسبوق يبلغ 120 إطارًا في الثانية بتقنية ثلاثية الأبعاد بدقة 4K UHD ، وهو ما أطلق عليه لي " العمل بأكمله ". إنه أول فيلم روائي طويل يتم تصويره بمثل هذا المعدل العالي للإطارات ، أي أكثر من ضعف الرقم القياسي السابق ( فيلم الهوبيت : رحلة غير متوقعة للمخرج بيتر جاكسون عام 2012 ، و الذي تم تصويره بمعدل 48 إطارًا في الثانية ) . ( fps ) و خمسة أضعاف السرعة القياسية لـ 24 إطار في الثانية .   اتخذ لي هذه الخطوة الجريئة بعد قراءة الكتاب لأنه أراد أن يكون الفيلم تجربة " غامرة " و " واقعية " للواقع و الرحلة العاطفية للجنود . 
بعد العمل على فيلم Life of Pi ( 2012 ) ، أراد لي زيادة استخدامه للتكنولوجيا في صناعة الأفلام ، وخاصة فيما يتعلق بمعدل الإطارات ، لأنه اعتقد أن السعي إلى تحقيق إطار أعلى من شأنه أن يساعده في العثور على إجابات . في البداية ، أثناء مناقشته مع المنتج روثمان ، أراد لي أن يحاول تصوير الفيلم بما لا يقل عن 60 إطارًا في الثانية . إطارًا في الثانية بدقة 2K بتقنية ثلاثية الأبعاد حيث جرب 60 إطارًا في الثانية fps قبل ذلك ( كانت خطته الأولى هي تصوير فيلم السيرة الذاتية لمحمد علي في عام 60 ) fps الذي قال أنه سيفعله بعد بيلي لين ) . لقد أجرى بحثًا و وجد ما كان يفعله جاكسون مع 48 كان معدل الإطارات في الثانية ( الأعلى على الإطلاق في ذلك الوقت ) ، لكنه لم يرغب في استخدام مثل هذا المعدل من الإطارات بعد أن تلقى فيلم The Hobbit : An Unexpected Journey لجاكسون استقبالًا نقديًا مستقطبًا . قام بزيارة المخرج السينمائي دوغلاس ترومبول الذي كان يقوم بتصوير فيلمه الخاص الستين اختبارات FPS ، و كان جيمس كاميرون كذلك . أجرى الاختبار الأول بـ 120 في أكتوبر 2014 ، ولكن قرار التصوير بـ 120 إطارًا في الثانية كان قرارًا صعبًا . لم يتم الانتهاء من تحديد عدد الإطارات في الثانية حتى بضعة أسابيع فقط قبل بدء التصوير .  تم تصوير فيلم Billy Lynn بأعلى معدل إطارات ( HFR ) على الإطلاق حتى فيلم Flamenco ( 2017 ) و الذي تم تصويره بمعدل 120 إطارًا في الثانية بتقنية ثلاثية الأبعاد ، بالإضافة إلى 192 إطارًا في الثانية بتقنية ثنائية الأبعاد ، و لكن تم إصداره بمعدل 24 إطارًا في الثانية بتقنية ثلاثية الأبعاد و 60 إطارًا في الثانية بتقنية ثنائية الأبعاد . 

### التصوير
بدأ التصوير الرئيسي في الأسبوع الثاني من أبريل 2015 ، في لوكيست جروف ، جورجيا . تم تصوير بعض المشاهد في موقع المقبرة الوطنية في جورجيا في كانتون، جورجيا .  تم التصوير أيضًا في أتلانتا و المغرب  و في وسط مدينة أتلانتا في 17 أبريل 2015 .  استغرق التصوير 49 يومًا . 
بسبب التعقيد الذي ينطوي عليه التصوير بمعدل إطارات مرتفع للغاية ، لم يتمكن لي من القيام بالعديد من اللقطات حتى لمشهد واحد . كانت كل لقطة صعبة و في نفس الوقت ثمينة . كان يتدرب على كل مشهد مسبقًا و يعقد اجتماعات صباحية منتظمة مع أعضاء الطاقم الرئيسيين لتسليط الضوء على الأشياء التي يحتاجون إلى الانتباه إليها . 
إن تصوير اللقطات القريبة بتقنية ثلاثية الأبعاد بهذه الدقة العالية يعني أن الممثلين غير قادرين على وضع المكياج و لا يمكنهم تقديم أداء أقل من الأصيل .  وبما أنه لم يكن مسموحًا باستخدام المكياج ، فقد قضت خبيرة المكياج لويزا آبل أشهرًا في التحضير لألوان بشرتهم . وفقًا لما ذكره لي ، " وجد [ أبيل ] هذا المكياج القائم على السيليكون لأننا وجدنا أنه يمكن أن يرى من خلال الجلد ".  طوال التصوير ، كان على فريق الإنتاج إعادة التفكير في كل شيء ، بما في ذلك الأساليب المختلفة للإضاءة حيث احتاجت الكاميرا إلى أضواء إضافية بسبب معدلات الإطارات الأعلى . لتصوير مشاهد الحرب ، انحرف لي عن الممارسة المعتادة المتمثلة في تحريك الكاميرات لخلق الارتباك . بدلاً من ذلك ، فعل العكس  من خلال التصوير في الغالب من وجهة نظر بطل الرواية لالتقاط الواقعية و لكي يبدو أكثر أصالة . 

### مرحلة ما بعد الإنتاج
قام تيم سكويرز ، الذي عمل مع لي لفترة طويلة في العديد من الأفلام بما في ذلك Crouching Tiger و Hidden Dragon ( 2000 ) و Brokeback Mountain ( 2005 ) و Life of Pi ( 2012 ) ، بتحرير الفيلم  و استغرق الأمر أكثر من عام لإكماله .  تم الانتهاء منه قبل يوم واحد فقط من عرضه العالمي الأول في مدينة نيويورك في 14 أكتوبر . 
لاستيعاب الإصدار الواسع للفيلم ، تم إنشاء إصدارات إضافية مختلفة من الفيلم .  و هي تشمل 120 إطارًا في الثانية في 2D و 60 معدل الإطارات في الثانية في تقنية الأبعاد الثلاثية بالإضافة إلى معيار اليوم الحالي و هو 24 إطارًا في الثانية إطارًا في الثانية . حصل الفيلم أيضًا على إصدار Dolby Cinema ، مع نسختين ذات نطاق ديناميكي عالٍ يمكنها استيعاب 2D و 3D ، مع ما يصل إلى 120 إطارًا في الثانية بدقة 2K . 
من أجل تقديم الفيلم في مهرجان نيويورك السينمائي الرابع والخمسين ، كان من المطلوب تركيب جهاز عرض ليزري من نوع Christie Mirage 4K ( و هو الأول من نوعه في دور السينما ) مع خادم الوسائط 7thSense للتشغيل ، باستخدام نظام ثلاثي الأبعاد من راعي المهرجان RealD وشاشة Ultimate Screen مقاس 42 قدمًا × 19 قدمًا ، و هي أحدث تكنولوجيا شاشة من الشركة . ومن المتوقع أن يعرض التثبيت 28 قدمًا لامبرتًا ( قياس الضوء ) لكل عين ، وفقًا لمسؤول الابتكار الرئيسي في RealD بيت لود . 

## يعرض
بسبب تعقيد معدل الإطارات المرتفع غير المسبوق للفيلم و تكلفة تركيب المعدات القادرة على عرض الفيلم بالتنسيق المقصود ، تم تجهيز خمسة مسارح فقط على مستوى العالم لعرضه بأعلى دقة و أقصى معدل إطارات : اثنان في الولايات المتحدة ( واحد في مسرح في AMC Lincoln Square في مدينة نيويورك حيث تم العرض الأول للفيلم عالميًا و الآخر في ArcLight Hollywood في لوس أنجلوس ) ، و مسرح واحد في كل من تايبيه وبكين وشنغهاي . 
تم عرض الفيلم لأول مرة عالميًا في مهرجان نيويورك السينمائي الرابع والخمسين في 14 أكتوبر 2016 .  لم يتم عرض الفيلم في قاعة أليس تالي لأن المسرح كبير جدًا بحيث لا يمكن الحصول على المسافة الصحيحة بين جهازي العرض الليزريين المزدوجين و الشاشة . و بدلاً من ذلك ، تم اختيار مسرح يضم حوالي 300 مقعد في AMC Lincoln Square في الجانب الغربي العلوي . و لكن حتى في هذا المسرح ، كان لا بد من إجراء بعض التعديلات : كانت الصفوف الثلاثة الأولى محظورة لأنها لن توفر تجربة مشاهدة ثلاثية الأبعاد مقبولة ، وتم تركيب شاشة جديدة ، و هي شاشة RealD Ultimate Screen ، في المسرح ( مخصصة خصيصًا لهذا العرض الأول و العرض القادم للفيلم ) .  ذكرت مجلة فارايتي أن ردود الفعل على العرض الأول كانت مختلطة بشكل واضح ، حيث تراوحت التعليقات بين " كان الأمر مخيبا للآمال " و " لم يحدث شيء " . 
في الولايات المتحدة ، تم إصداره بشكل محدود في 11 نوفمبر 2016 ، قبل أن يتم عرضه على نطاق واسع في 18 نوفمبر 2016 .  

### الاصدار المنزلي
في 14 فبراير 2017 ، تم إصدار Billy Lynn's Long Halftime Walk على أقراص DVD و Blu-ray و في حزمة Ultra HD كومبو التي تحتوي على إصدارات Blu-ray و Blu-ray 3D و 4K UHD من الفيلم . يعرض إصدار 4K UHD الفيلم بمعدل 60 إطارًا في الثانية بتقنية ثنائية الأبعاد . 

## الاستقبال النقدي

### شباك التذاكر
حقق فيلم Billy Lynn's Long Halftime Walk إيرادات بلغت 2 مليون دولار في الولايات المتحدة و كندا و 29 مليون دولار في بلدان أخرى بإجمالي عالمي قدره 31 مليون دولار ، مقابل ميزانية إنتاج بلغت 40 مليون دولار . 

#### أمريكا الشمالية
في الولايات المتحدة و كندا ، تم عرض الفيلم في إصدار محدود في 11 نوفمبر 2016 ، حيث تم عرضه في مسرحين ، AMC Lincoln Square في مدينة نيويورك وArcLight Hollywood 's Cinerama Dome في لوس أنجلوس ، و حقق 114,129 دولارًا في عطلة نهاية الأسبوع الافتتاحية ( بمتوسط 57,065 دولارًا لكل مسرح ) .   المسرحان المذكوران أعلاه هما الموقعان الوحيدان في الولايات المتحدة المجهزان لعرض الفيلم في شكله الخاص ، حيث تبلغ أسعار التذاكر في كلا الموقعين 20 دولارًا أو أكثر .  متوسط إيراداته لكل مسرح هو ثالث أفضل معدل لهذا العام ، خلف فيلم Moonlight ( 100,519 دولارًا ) و فيلم Don't Think Twice ( 92,835 دولارًا ) . 
في عطلة نهاية الأسبوع التالية ، توسع الفيلم على نطاق واسع ليشمل 1176 مسرحًا ، حيث كان من المتوقع أن يحقق إيرادات إجمالية تتراوح بين 3 و 5 ملايين دولار .  حقق الفيلم 352,475 دولار في يوم افتتاحه و 901,026 دولار فقط خلال عطلة نهاية الأسبوع ، و انتهى في المركز الرابع عشر . كان هذا هو أسوأ افتتاح لفيلم على الإطلاق في المرتبة الخامسة والعشرين على الإطلاق ، حيث تم عرضه على أكثر من 1000 شاشة . كان الفيلم يعتبر فشلاً آخر لشركة TriStar Pictures في شباك التذاكر ، بعد فيلم The Walk لعام 2015 ، ووفقًا لموقع Deadline Hollywood ، لم يكن نقص أجهزة عرض 3D 4K المتاحة هو العامل وراء الأداء الضعيف للفيلم في شباك التذاكر ، بل إن القصة نفسها لم تجد صدى لدى النقاد أو الجماهير .    في عطلة نهاية الأسبوع الثانية من العرض الواسع ، حقق الفيلم 210,000 دولار فقط ( من 1,176 مسرحًا ) بانخفاض قدره 76.6٪ ، و هو أكبر انخفاض في عطلة نهاية الأسبوع الثانية الحادية والعشرين على الإطلاق . 
و زعم سكوت مندلسون من مجلة فوربس أن مجموعة المراجعات المختلطة و السلبية أعاقت إمكانات الفيلم في شباك التذاكر . على عكس أفلام الخيمة التي لا تتأثر بمراجعات النقاد و استقبال المعجبين ، فإن أفلام الدراما الموجهة للبالغين مثل بيلي لين تعتمد بشكل كبير على المراجعات التي يمكن أن تساعد أو تعيق مصير الفيلم في شباك التذاكر . في هذه الحالة ، كان للمراجعات السيئة تأثير سلبي على الفيلم . و أشار أيضًا إلى أن تنسيق الإصدار المعقد - و الذي يعد المحور الرئيسي للفيلم بأكمله - فشل في تحقيق التأثير المطلوب المقصود ، و هو ما تجلى في أدائه الضعيف في شباك التذاكر .  و استشهدت صحيفة الغارديان بأسباب مختلفة ، قائلة إن إعدادات الحرب العراقية - و التي لا تلقى عادة صدى لدى الجمهور الأميركي - و نوع الحرب نفسه من الموضوعات التي يصعب بيعها . تُباع أفلام الحرب في الولايات المتحدة عادةً كأفلام أكشن ، و لكن فيلم " بيلي لين " من ناحية أخرى هو فيلم درامي . و يأتي هذا الفيلم في أعقاب العروض السيئة السابقة لأفلام الحرب العراقية ، بعد " المنطقة الخضراء " ( 2010 ) ، و " جسد الأكاذيب " ( 2008 ) ، و " التسليم " ( 2007 ) ، و " وقف الخسارة " ( 2008 ) .

#### خارج أمريكا الشمالية
على الصعيد الدولي ، حقق الفيلم 13.2 مليون دولار في عطلة نهاية الأسبوع الافتتاحية ( 11-13 نوفمبر ) من تسعة أسواق ، و جاء الجزء الأكبر منها من الصين .  في الصين ، حقق الفيلم 11.7 مليون دولار في أول ظهور له ، ليحتل المركز الثاني خلف فيلم Doctor Strange .   و قد عرض الفيلم ، الذي حصل على تمويل صيني ( عبر مجموعة بونا فيلم و فوسون الدولية ) ، و لكنه يعتبر مستورداً لتقاسم الإيرادات ، أكثر من 60 ألف مرة يوم الجمعة ، و بحلول يوم الأحد ، انخفض إلى 45 ألف مرة . حقق الفيلم 11.5 مليون دولار ، و انتهى بنهاية الأسبوع بـ 11.7 مليون دولار ، وفقًا لبيانات من Ent Group .  في حين سجل الفيلم أعلى نسبة من أوقات العرض يوم الجمعة بسبب شعبية لي في الصين ، إلا أن الحضور تضاءل وتدهور من اليوم الثاني فصاعدًا بسبب الشائعات المتضاربة حيث لم يتمكن الجمهور العام من التفاعل مع شخصيته المركزية .  و قد حققت حوالي 20 مليون دولار هناك .  كما تم افتتاح الفيلم في تايوان ، موطن لي .  استمر الفيلم في عرضه الدولي بشكل رئيسي في يناير 2017 في البرازيل و المكسيك و إسبانيا ؛ و في فرنسا و ألمانيا و إيطاليا و المملكة المتحدة و اليابان في فبراير ، ثم في كوريا و روسيا في مارس .  في حين لم يحظ الفيلم بجمهور واسع في فرنسا ( 11 ألف شخص فقط ) ، فقد أدرجته مجلة Les Cahiers du cinéma في المرتبة العاشرة على قائمة أفضل الأفلام السنوية لعام 2017 . 

### الاستجابة النقدية

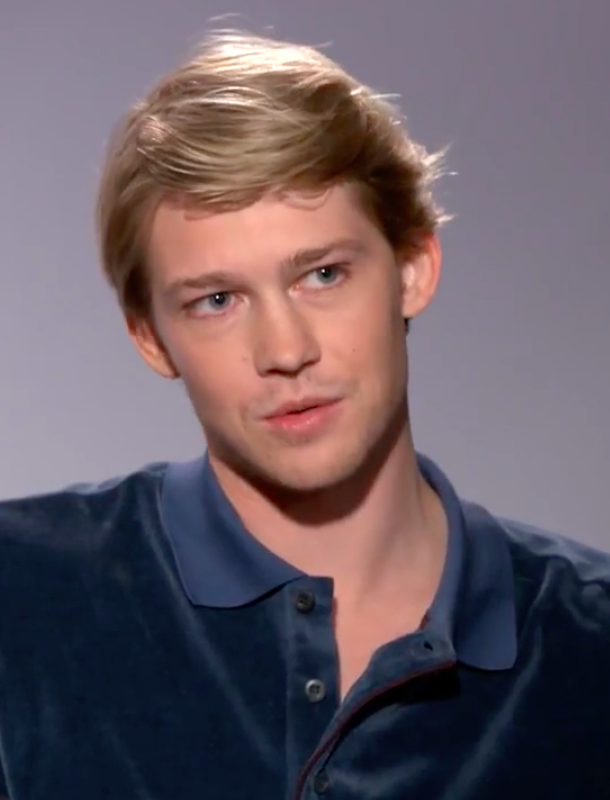
حصل أداء جو ألوين على تعليقات إيجابيةة، على الرغم من أن الفيلم حصل على مراجعات غير مواتية بشكل عام.

على موقع Rotten Tomatoes ، حصل الفيلم على نسبة موافقة 44% بناءً على 158 مراجعة ، مع متوسط تقييم 5.35/10 . يقرأ الإجماع النقدي للموقع ، " إن فيلم Billy Lynn's Long Halftime Walk له أهداف نبيلة ، لكنه يفتقر إلى سيناريو قوي بما يكفي لتحقيقها - و غالبًا ما تكون ابتكاراته البصرية مجرد تشتيت ".  على Metacritic ، حصل الفيلم على متوسط درجات مرجح يبلغ 53 من 100، بناءً على 42 ناقدًا ، مما يشير إلى " مراجعات مختلطة أو متوسطة ". 
أشاد أوين غليبرمان من مجلة فارايتي بالفيلم ، واصفًا إياه بأنه " قصة أصيلة و مؤثرة و آسرة . و يكمن جزء من قوته في كيفية ارتباط هذين الأمرين ببعضهما البعض "  و وصف ديفيد روني من هوليوود ريبورتر الفيلم بأنه " دراسة شخصية آسرة " ، لكنه انتقد بعض الجوانب التكنولوجية ، قائلاً إنها لا تبرر " التقدم التكنولوجي الذي يُشاد به بشدة ".  و راجع إيه أو سكوت من صحيفة نيويورك تايمز الفيلم ، و قال : " ليس بالضبط فكرة نادرة لفيلم حرب ، لكن فيلم " مسيرة بيلي لين الطويلة بين الشوطين " يستكشفها بلطف بدلاً من المبالغة العاطفية ". كما أشار إلى أن الصور " متناقضة بعض الشيء ، و مبالغ فيها لدرجة أن اصطناعيتها تزداد وضوحًا ". و انتقد معدل الإطارات " لوقوعه في وادٍ غريب بين السينما و الواقع الافتراضي ".  قيّم جودفري تشيشاير من موقع RogerEbert.com الفيلم بنجمتين من أصل أربعة ، مشيرًا إلى أن " التناقض بين هذا الواقع المروع والطريقة التي يُصوَّر بها على أنه مشهد وطني متطرف يُثير نقطة ساخرة واضحة جدًا بحيث لا تكون فعالة ". كما انتقد الشخصيات و الحوار .  قيّم جيفري م. أندرسون من كومون سينس ميديا الفيلم بنجمتين من خمسة ، قائلاً إن الشخصيات " لا تعرف كيفية التفاعل مع الجنود . ولذلك ، فإن كل تفاعل ، سواء كان جيدًا أم سيئًا ، يُثير الشكوك ". كما أشار إلى أن معدل إطارات الفيلم " يبدو مُصطنعًا للغاية و مُشتتًا للانتباه ".  قيّم بيتر برادشو من صحيفة الغارديان الفيلم بنجمتين من خمسة ، قائلاً إنه " لا يُقدم أحداثًا آنية و لا منظورًا تاريخيًا حقيقيًا ، و لأنه مُثقل بمشاهد استرجاعية مُتعصبة و متوقعة ، فإنه في النهاية لا يُؤدي إلى أي شيء مثير للاهتمام على الإطلاق ". كما وصف الفيلم بأنه " ممل و مُحافظ ، يُقدمه بطريقة عاطفية و آمنة - و يكاد يُشير إلى أن أفضل ما يُمكن للجنود الذين يُعانون من اضطراب ما بعد الصدمة هو مجرد التحلي بالشجاعة و العودة إلى العمل فورًا ". على الرغم من ذلك ، أشاد بالممثل جو ألوين ، لكنه انتقد الممثلة كريستين ستيوارت . 
أثار معدل الإطارات المرتفع المستخدم في الفيلم بعض الانتقادات ، و خاصة قرار استخدامه في فيلم درامي .  قال ديفيد روني من هوليوود ريبورتر " إن الابتكارات التقنية أخرجتني من الدراما بنفس القدر الذي جذبتني فيه ".  شعر دان كالاهان من ذا راب أن بعض الشخصيات كانت " واضحة للغاية لدرجة أنها تبدو وكأنها مقطوعة بمقص من مجلة لامعة " و قال " إن الوضوح الإضافي ثلاثي الأبعاد في فيلم لي هذا غالبًا ما يبدو غريبًا مثل شيء تم تصويره على شريط فيديو في الثمانينيات ".  مثل فيلم The Hobbit: An Unexpected Journey ، الذي تم تصويره بمعدل 48 إطارًا في الثانية أو ضعف السرعة النموذجية ، تلقى فيلم Billy Lynn's Long Halftime Walk استقبالًا مستقطبًا من النقاد ، حيث قال المنتقدون إن العملية خلقت مظهر فيديو غير سار .  

### الجوائز و الترشيحات
| قائمة الجوائز والترشيحات | قائمة الجوائز والترشيحات | قائمة الجوائز والترشيحات         | قائمة الجوائز والترشيحات | قائمة الجوائز والترشيحات | قائمة الجوائز والترشيحات |
| جائزة                    | تاريخ الحفل              | فئة                              | المستلمون | نتيجة                    | Ref.                     |
| ------------------------ | ------------------------ | -------------------------------- | --- | ------------------------ | ------------------------ |
| جوائز هوليوود السينمائية | 6 نوفمبر 2016            | جائزة منتج هوليوود               | مارك بلات (أيضًا لفيلمي La La Land و The Girl on the Train )\| style="background: #99FF99; color: black; vertical-align: middle; text-align: center; " class="yes table-yes2"\|فوز | [ 67 ]                   |                          |
| جوائز هوليوود السينمائية | 6 نوفمبر 2016            | جائزة أفضل ملحن أفلام في هوليوود | مايكل دانا (أيضًا لطيور اللقلق ) \| style="background: #99FF99; color: black; vertical-align: middle; text-align: center; " class="yes table-yes2"\|فوز                            | [ 67 ]                   |                          |
| جوائز الأقمار الصناعية   | 19 فبراير 2017           | أفضل تصوير سينمائي               | جون تول\| style="background: #FFCCCC; color: black; vertical-align: middle; text-align: center; " class="no table-no2"\|رُشِّح                                                       | [ 68 ]                   |                          |
| جوائز الأقمار الصناعية   | 19 فبراير 2017           | أفضل مونتاج فيلم                 | تيم سكويرز \| style="background: #FFCCCC; color: black; vertical-align: middle; text-align: center; " class="no table-no2"\|رُشِّح                                                   | [ 68 ]                   |                          |
| جوائز الأقمار الصناعية   | 19 فبراير 2017           | أفضل صوت                         | style="background: #FFCCCC; color: black; vertical-align: middle; text-align: center; " class="no table-no2"\|رُشِّح                                                                 | [ 68 ]                   |                          |
| جوائز الأقمار الصناعية   | 19 فبراير 2017           | أفضل المؤثرات البصرية            | style="background: #FFCCCC; color: black; vertical-align: middle; text-align: center; " class="no table-no2"\|رُشِّح                                                                 | [ 68 ]                   |                          |

## روابط  خارجية
- الموقع الرسمي
- نزهة بيلي لين الطويلة  في قاعدة بيانات الأفلام على الإنترنت (بالإنجليزية)
- Press PDF